# 2014年—2015年美国电视网节目表
2014年－2015年美国电视网节目表主要列出美国五大公共电视台从2014年9月至2015年8月的黄金时段节目表，以及以电视网分类列出节目的预定续订等情况。
2014年5月11日全国广播公司（NBC）第一个公布秋季节目表，随后12日福克斯广播公司（FOX）也公布了秋季节目表，美国广播公司（ABC）则在13日公布，哥伦比亚广播公司（CBS）则在14日公布，CW电视网在15日公布。
公共电视网（PBS）不包括在内；成员电视台有权利随时移动节目播出时间。CW电视网周末时段没有联播节目。

## 图例
淡蓝色表示为非联播时间播放本地节目。
  灰色表示重播节目。
  浅绿色表示直播体育赛事的节目。
  橙色表示电影。
  红色表示该节目被放在垃圾档期以播放完剩下的内容。
  浅黄色表示为目前的节目表。

## 节目表
- 劇名加粗體表示為本季度新節目
- 所有显示的时间都是北美东部时区以及太平洋时区（除了一些现场活动以及特别节目）。北美中部时区和北美山区时区需要根据下表时间减去一个小时。

### 星期日
| 電視網 | 電視網 | 7:00 PM          | 7:30 PM          | 8:00 PM            | 8:00 PM             | 8:30 PM             | 9:00 PM             | 9:30 PM             | 10:00 PM             | 10:30 PM             |          |
| ------ | ------ | ---------------- | ---------------- | ------------------ | ------------------- | ------------------- | ------------------- | ------------------- | -------------------- | -------------------- | -------- |
| ABC    | 秋季   | 美國家庭滑稽錄像 | 美國家庭滑稽錄像 | 童話鎮             | 童話鎮              | 童話鎮              | 亡者再臨            | 亡者再臨            | 復仇                 | 復仇                 |          |
| ABC    | 冬季   | 美國家庭滑稽錄像 | 美國家庭滑稽錄像 | 遊俠笑傳           | 遊俠笑傳            | 遊俠笑傳            | 亡者再臨            | 亡者再臨            | 復仇                 | 復仇                 |          |
| ABC    | 春季   | 美國家庭滑稽錄像 | 美國家庭滑稽錄像 | 童話鎮             | 童話鎮              | 童話鎮              | 秘密與謊言          | 秘密與謊言          | 復仇                 | 復仇                 |          |
| ABC    | 夏季   | 美國家庭滑稽錄像 | 美國家庭滑稽錄像 | 豪門問一番         | 豪門問一番          | 豪門問一番          | 機械人決戰          | 機械人決戰          | 靈書妙探             | 靈書妙探             |          |
| ABC    | 隨後   | 美國家庭滑稽錄像 | 美國家庭滑稽錄像 | 鑽石求千金之天堂版 | 鑽石求千金之天堂版  | 鑽石求千金之天堂版  | 鑽石求千金之天堂版  | 鑽石求千金之天堂版  | 救死扶傷：波士頓急診 | 救死扶傷：波士頓急診 |          |
| CBS    | 秋季   | 60分鐘           | 60分鐘           | 國務卿夫人         | 國務卿夫人          | 國務卿夫人          | 「法」妻            | 「法」妻            | CSI犯罪現場          | CSI犯罪現場          |          |
| CBS    | 隨後   | 60分鐘           | 60分鐘           | 臥底老闆           | 臥底老闆            | 臥底老闆            | 心計                | 心計                | CSI犯罪現場          | CSI犯罪現場          |          |
| CBS    | 冬季   | 60分鐘           | 60分鐘           | 國務卿女士         | 國務卿女士          | 國務卿女士          | 「法」妻            | 「法」妻            | CSI犯罪現場          | CSI犯罪現場          |          |
| CBS    | 春季   | 60分鐘           | 60分鐘           | 國務卿女士         | 國務卿女士          | 國務卿女士          | 「法」妻            | 「法」妻            | 錯配搭檔             | 錯配搭檔             | 錯配搭檔 |
| CBS    | 夏季   | 60分鐘           | 60分鐘           | 老大哥             | 老大哥              | 老大哥              | 國務卿女士          | 國務卿女士          | CSI犯罪現場          | CSI犯罪現場          |          |
| Fox    | 秋季   | NFL on Fox       | 開心漢堡店       | 辛普森一家         | 辛普森一家          | 荒唐分局            | 居家男人            | 慕蘭尼的人生        | 當地節目             | 當地節目             |          |
| Fox    | 隨後   | NFL on Fox       | 慕蘭尼的人生     | 辛普森一家         | 辛普森一家          | 荒唐分局            | 居家男人            | 開心漢堡店          | 當地節目             | 當地節目             |          |
| Fox    | 冬季   | 慕蘭尼的人生     | 辛普森一家       | 辛普森一家         | 辛普森一家          | 荒唐分局            | 居家男人            | 開心漢堡店          | 當地節目             | 當地節目             |          |
| Fox    | 春季   | 辛普森一家       | 開心漢堡店       | 辛普森一家         | 辛普森一家          | 荒唐分局            | 居家男人            | 最後一個男人        | 當地節目             | 當地節目             |          |
| Fox    | 夏季   | 開心漢堡店       | 開心漢堡店       | 辛普森一家         | 辛普森一家          | 荒唐分局            | 居家男人            | 食人魔戈蘭          | 當地節目             | 當地節目             |          |
| Fox    | 隨後   | 開心漢堡店       | 開心漢堡店       | 辛普森一家         | 辛普森一家          | 荒唐分局            | 居家男人            | 最後一個男人        | 當地節目             | 當地節目             |          |
| NBC    | 秋季   | 美國橄欖球之夜   | 美國橄欖球之夜   | 美國橄欖球之夜     | NBC星期天橄欖球之夜 | NBC星期天橄欖球之夜 | NBC星期天橄欖球之夜 | NBC星期天橄欖球之夜 | NBC星期天橄欖球之夜  | NBC星期天橄欖球之夜  |          |
| NBC    | 冬季   | 重播節目         | 重播節目         | 重播節目           | 重播節目            | 重播節目            | 日界線              | 日界線              | 日界線               | 日界線               |          |
| NBC    | 春季   | 日界線           | 日界線           | 日界線             | 日界線              | 日界線              | 聖經：公元後的故事  | 聖經：公元後的故事  | 美國奧德賽           | 美國奧德賽           |          |
| NBC    | 夏季   | 好萊塢遊戲夜     | 好萊塢遊戲夜     | 歡迎來到瑞典       | 歡迎來到瑞典        | 歡迎來到瑞典        | 美國忍者王          | 美國忍者王          | 美國忍者王           | 美國忍者王           |          |
| NBC    | 隨後   | 重播節目         | 重播節目         | 好萊塢遊戲夜       | 好萊塢遊戲夜        | 好萊塢遊戲夜        | 美國忍者王          | 美國忍者王          | 美國忍者王           | 美國忍者王           |          |

### 星期一
| 電視網 | 電視網 | 8:00 PM                | 8:30 PM                | 9:00 PM                | 9:30 PM                | 10:00 PM               | 10:30 PM               |
| ------ | ------ | ---------------------- | ---------------------- | ---------------------- | ---------------------- | ---------------------- | ---------------------- |
| ABC    | 秋季   | 與星共舞               | 與星共舞               | 與星共舞               | 與星共舞               | 靈書妙探               | 靈書妙探               |
| ABC    | 冬季   | 鑽石求千金             | 鑽石求千金             | 鑽石求千金             | 鑽石求千金             | 靈書妙探               | 靈書妙探               |
| ABC    | 春季   | 與星共舞               | 與星共舞               | 與星共舞               | 與星共舞               | 靈書妙探               | 靈書妙探               |
| ABC    | 夏季   | 千金求鑽石             | 千金求鑽石             | 千金求鑽石             | 千金求鑽石             | 外星密語               | 外星密語               |
| ABC    | 隨後   | 鑽石求千金之天堂版     | 鑽石求千金之天堂版     | 鑽石求千金之天堂觀後談 | 鑽石求千金之天堂觀後談 | 外星密語               | 外星密語               |
| CBS    | 秋季   | 生活大爆炸             | 重播節目               | 天蠍                   | 天蠍                   | 海軍罪案調查處：洛杉磯 | 海軍罪案調查處：洛杉磯 |
| CBS    | 隨後   | 破產姐妹               | 米勒一家人             | 天蠍                   | 天蠍                   | 海軍罪案調查處：洛杉磯 | 海軍罪案調查處：洛杉磯 |
| CBS    | 冬季   | 破產姐妹               | 邁克和茉莉             | 天蠍                   | 天蠍                   | 海軍罪案調查處：洛杉磯 | 海軍罪案調查處：洛杉磯 |
| CBS    | 春季   | 破產姐妹               | 邁克和茉莉             | 跟蹤者                 | 跟蹤者                 | 海軍罪案調查處：洛杉磯 | 海軍罪案調查處：洛杉磯 |
| CBS    | 夏季   | 破產姐妹               | 邁克和茉莉             | 天蠍                   | 天蠍                   | 海軍罪案調查處：洛杉磯 | 海軍罪案調查處：洛杉磯 |
| CBS    | 隨後   | 破產姐妹               | 單身公寓               | 天蠍                   | 天蠍                   | 海軍罪案調查處：洛杉磯 | 海軍罪案調查處：洛杉磯 |
| The CW | 秋季   | 始祖家族               | 始祖家族               | 貞愛好孕到             | 貞愛好孕到             | 當地節目               | 當地節目               |
| The CW | 夏季   | 潘恩與泰勒：魔術大比拼 | 潘恩與泰勒：魔術大比拼 | 對台詞                 | 理髮之戰               | 當地節目               | 當地節目               |
| The CW | 隨後   | 潘恩與泰勒：魔術大比拼 | 潘恩與泰勒：魔術大比拼 | 對台詞                 | 老媽的花樣年華         | 當地節目               | 當地節目               |
| Fox    | 秋季   | 高譚                   | 高譚                   | 沉睡谷                 | 沉睡谷                 | 當地節目               | 當地節目               |
| Fox    | 春季   | 高譚                   | 高譚                   | 殺手之王               | 殺手之王               | 當地節目               | 當地節目               |
| Fox    | 夏季   | 舞林爭霸               | 舞林爭霸               | 舞林爭霸               | 舞林爭霸               | 當地節目               | 當地節目               |
| NBC    | 秋季   | 美國之聲               | 美國之聲               | 美國之聲               | 美國之聲               | 黑名單                 | 黑名單                 |
| NBC    | 隨後   | 美國之聲               | 美國之聲               | 美國之聲               | 美國之聲               | 國務危情               | 國務危情               |
| NBC    | 冬季   | 飛黃騰達               | 飛黃騰達               | 飛黃騰達               | 飛黃騰達               | 國務危情               | 國務危情               |
| NBC    | 春季   | 美國之聲               | 美國之聲               | 美國之聲               | 美國之聲               | 夜班醫生               | 夜班醫生               |
| NBC    | 夏季   | 美國忍者王             | 美國忍者王             | 美國忍者王             | 美國忍者王             | 孤島求生               | 孤島求生               |
| NBC    | 隨後   | 美國忍者王             | 美國忍者王             | 美國忍者王             | 美國忍者王             | 荒野求生全明星         | 荒野求生全明星         |

### 星期二
| 電視網 | 電視網 | 8:00 PM              | 8:30 PM              | 9:00 PM                  | 9:30 PM                  | 10:00 PM                 | 10:30 PM                 |
| ------ | ------ | -------------------- | -------------------- | ------------------------ | ------------------------ | ------------------------ | ------------------------ |
| ABC    | 秋季   | 自拍                 | 愛在曼哈頓           | 神盾局特工               | 神盾局特工               | 永恆                     | 永恆                     |
| ABC    | 隨後   | 重播節目             | 重播節目             | 神盾局特工               | 神盾局特工               | 永恆                     | 永恆                     |
| ABC    | 冬季   | 菜鳥新移民           | 跟我重複一遍         | 卡特探員                 | 卡特探員                 | 永恆                     | 永恆                     |
| ABC    | 春季   | 菜鳥新移民           | 跟我重複一遍         | 神盾局特工               | 神盾局特工               | 永恆                     | 永恆                     |
| ABC    | 隨後   | 與星共舞             | 與星共舞             | 神盾局特工               | 神盾局特工               | 永恆                     | 永恆                     |
| ABC    | 夏季   | 菜鳥新移民           | 黑人當道             | 超級減重                 | 超級減重                 | 超級減重                 | 超級減重                 |
| CBS    | 秋季   | 重返犯罪現場         | 重返犯罪現場         | 海軍罪案調查處：新奧爾良 | 海軍罪案調查處：新奧爾良 | 疑犯追蹤                 | 疑犯追蹤                 |
| CBS    | 夏季   | 重返犯罪現場         | 重返犯罪現場         | 困獸之地                 | 困獸之地                 | 海軍罪案調查處：新奧爾良 | 海軍罪案調查處：新奧爾良 |
| The CW | 秋季   | 閃電俠               | 閃電俠               | 邪惡力量                 | 邪惡力量                 | 當地節目                 | 當地節目                 |
| The CW | 春季   | 閃電俠               | 閃電俠               | 我是僵屍                 | 我是僵屍                 | 當地節目                 | 當地節目                 |
| Fox    | 秋季   | 烏托邦               | 烏托邦               | 俏妞報到                 | 明迪煩事多               | 當地節目                 | 當地節目                 |
| Fox    | 隨後   | 重播節目             | 重播節目             | 俏妞報到                 | 明迪煩事多               | 當地節目                 | 當地節目                 |
| Fox    | 季中   | 小小廚神             | 小小廚神             | 俏妞報到                 | 明迪煩事多               | 當地節目                 | 當地節目                 |
| Fox    | 春季   | 地獄廚房             | 地獄廚房             | 俏妞報到                 | 有你不再孤單             | 當地節目                 | 當地節目                 |
| Fox    | 夏季   | 你比五年級生聰明嗎？ | 你比五年級生聰明嗎？ | 地獄廚房                 | 地獄廚房                 | 當地節目                 | 當地節目                 |
| Fox    | 隨後   | 你比五年級生聰明嗎？ | 你比五年級生聰明嗎？ | 敲敲直播秀               | 敲敲直播秀               | 當地節目                 | 當地節目                 |
| Fox    | 隨後   | 你比五年級生聰明嗎？ | 你比五年級生聰明嗎？ | 荒唐分局                 | 最後一個男人             | 當地節目                 | 當地節目                 |
| NBC    | 秋季   | 美國之聲             | 美國之聲             | 嫁給我吧                 | 非關男孩                 | 芝加哥烈焰               | 芝加哥烈焰               |
| NBC    | 冬季   | 公園與遊憩           | 公園與遊憩           | 嫁給我吧                 | 非關男孩                 | 芝加哥烈焰               | 芝加哥烈焰               |
| NBC    | 春季   | 美國之聲             | 美國之聲             | 約會殺手                 | 幸福大家庭               | 芝加哥烈焰               | 芝加哥烈焰               |
| NBC    | 夏季   | 美國達人             | 美國達人             | 美國達人                 | 美國達人                 | 我可以做到               | 我可以做到               |
| NBC    | 隨後   | 美國達人             | 美國達人             | 美國達人                 | 美國達人                 | 好萊塢遊戲之夜           | 好萊塢遊戲之夜           |

### 星期三
| 電視網 | 電視網 | 8:00 PM                | 8:30 PM                | 9:00 PM                | 9:30 PM                | 10:00 PM              | 10:30 PM              |
| ------ | ------ | ---------------------- | ---------------------- | ---------------------- | ---------------------- | --------------------- | --------------------- |
| ABC    | 秋季   | 左右不逢源             | 金色年代               | 摩登家庭               | 黑人當道               | 音樂之鄉              | 音樂之鄉              |
| ABC    | 夏季   | 500問答                | 500問答                | 摩登家庭               | 黑人當道               | 名人換妻              | 名人換妻              |
| ABC    | 隨後   | 左右不逢源             | 金色年代               | 摩登家庭               | 黑人當道               | 名人換妻              | 名人換妻              |
| CBS    | 秋季   | 倖存者：南聖胡安       | 倖存者：南聖胡安       | 犯罪心理               | 犯罪心理               | 跟蹤者                | 跟蹤者                |
| CBS    | 冬季   | 心計                   | 心計                   | 犯罪心理               | 犯罪心理               | 跟蹤者                | 跟蹤者                |
| CBS    | 春季   | 倖存者：世界版         | 倖存者：世界版         | 犯罪心理               | 犯罪心理               | CSI犯罪現場：網路犯罪 | CSI犯罪現場：網路犯罪 |
| CBS    | 隨後   | 財政公事包             | 財政公事包             | 犯罪心理               | 犯罪心理               | CSI犯罪現場：網路犯罪 | CSI犯罪現場：網路犯罪 |
| CBS    | 夏季   | 老大哥                 | 老大哥                 | 犯罪心理               | 犯罪心理               | 傳世                  | 傳世                  |
| CBS    | 隨後   | 老大哥                 | 老大哥                 | 傳世                   | 傳世                   | 犯罪心理              | 犯罪心理              |
| The CW | 秋季   | 綠箭俠                 | 綠箭俠                 | 地球百子               | 地球百子               | 當地節目              | 當地節目              |
| The CW | 春季   | 綠箭俠                 | 綠箭俠                 | 邪惡力量               | 邪惡力量               | 當地節目              | 當地節目              |
| The CW | 夏季   | 全美超級模特兒新秀大賽 | 全美超級模特兒新秀大賽 | 邪惡邀請               | 邪惡邀請               | 當地節目              | 當地節目              |
| Fox    | 秋季   | 地獄廚房               | 地獄廚房               | 童病相連               | 童病相連               | 當地節目              | 當地節目              |
| Fox    | 冬季   | 美國偶像               | 美國偶像               | 嘻哈帝國               | 嘻哈帝國               | 當地節目              | 當地節目              |
| Fox    | 春季   | 美國偶像               | 美國偶像               | 美國偶像               | 美國偶像               | 當地節目              | 當地節目              |
| Fox    | 夏季   | 我要做廚神             | 我要做廚神             | 靶眼                   | 靶眼                   | 當地節目              | 當地節目              |
| Fox    | 隨後   | 我要做廚神             | 我要做廚神             | 改裝送新居             | 改裝送新居             | 當地節目              | 當地節目              |
| NBC    | 秋季   | 蘿拉的秘密             | 蘿拉的秘密             | 法律與秩序：特殊受害者 | 法律與秩序：特殊受害者 | 芝加哥警署            | 芝加哥警署            |
| NBC    | 夏季   | 美國達人               | 美國達人               | 羅賓森先生             | 羅賓森先生             | 搞笑之王              | 搞笑之王              |
| NBC    | 隨後   | 美國達人               | 美國達人               | 卡米高一家             | 卡米高一家             | 搞笑之王              | 搞笑之王              |

### 星期四
| 電視網 | 電視網 | 8:00 PM            | 8:30 PM            | 9:00 PM        | 9:30 PM        | 10:00 PM       | 10:30 PM       |
| ------ | ------ | ------------------ | ------------------ | -------------- | -------------- | -------------- | -------------- |
| ABC    | 秋季   | 实习医生格蕾       | 实习医生格蕾       | 醜聞           | 醜聞           | 逍遙法外       | 逍遙法外       |
| ABC    | 隨後   | 尋味之星           | 尋味之星           | 尋味之星       | 尋味之星       | 重播節目       | 重播節目       |
| ABC    | 冬季   | 实习医生格蕾       | 实习医生格蕾       | 醜聞           | 醜聞           | 逍遙法外       | 逍遙法外       |
| ABC    | 春季   | 实习医生格蕾       | 实习医生格蕾       | 醜聞           | 醜聞           | 美式懸罪       | 美式懸罪       |
| ABC    | 隨後   | 500問答            | 500問答            | 重播節目       | 重播節目       | 重播節目       | 重播節目       |
| ABC    | 夏季   | 太空人之妻俱樂部   | 太空人之妻俱樂部   | 獵豔情人       | 獵豔情人       | 菜鳥警察       | 菜鳥警察       |
| CBS    | 秋季   | NFL週四夜間開球    | 週四橄欖球之夜     | 週四橄欖球之夜 | 週四橄欖球之夜 | 週四橄欖球之夜 | 週四橄欖球之夜 |
| CBS    | 隨後   | 生活大爆炸         | 極品老媽           | 好漢兩個半     | 麥卡錫一家     | 基本演繹法     | 基本演繹法     |
| CBS    | 冬季   | 生活大爆炸         | 單身公寓           | 生活大爆炸     | 極品老媽       | 基本演繹法     | 基本演繹法     |
| CBS    | 春季   | 生活大爆炸         | 單身公寓           | 極品老媽       | 生活大爆炸     | 基本演繹法     | 基本演繹法     |
| CBS    | 夏季   | 生活大爆炸         | 極品老媽           | 老大哥         | 老大哥         | 穹頂之下       | 穹頂之下       |
| The CW | 秋季   | 吸血鬼日記         | 吸血鬼日記         | 風中的女王     | 風中的女王     | 當地節目       | 當地節目       |
| The CW | 夏季   | 俠膽雄獅           | 俠膽雄獅           | 重播節目       | 重播節目       | 當地節目       | 當地節目       |
| The CW | 隨後   | 俠膽雄獅           | 俠膽雄獅           | 拍拖男女       | 拍拖男女       | 當地節目       | 當地節目       |
| The CW | 隨後   | 俠膽雄獅           | 俠膽雄獅           | 重播節目       | 重播節目       | 當地節目       | 當地節目       |
| Fox    | 秋季   | 识骨寻踪           | 识骨寻踪           | 小鎮疑雲       | 小鎮疑雲       | 當地節目       | 當地節目       |
| Fox    | 冬季   | 美國偶像           | 美國偶像           | 流氓幹探       | 流氓幹探       | 當地節目       | 當地節目       |
| Fox    | 春季   | 识骨寻踪           | 识骨寻踪           | 流氓幹探       | 流氓幹探       | 當地節目       | 當地節目       |
| Fox    | 隨後   | 识骨寻踪           | 识骨寻踪           | 陰松林         | 陰松林         | 當地節目       | 當地節目       |
| Fox    | 夏季   | Boom!              | Boom!              | 陰松林         | 陰松林         | 當地節目       | 當地節目       |
| Fox    | 隨後   | Boom!              | Boom!              | 識骨尋蹤       | 識骨尋蹤       | 當地節目       | 當地節目       |
| NBC    | 夏季   | 減肥達人           | 減肥達人           | 減肥達人       | 減肥達人       | 為人父母       | 為人父母       |
| NBC    | 隨後   | 減肥達人           | 減肥達人           | 壞法官         | A to Z         | 為人父母       | 為人父母       |
| NBC    | 冬季   | 一記耳光           | 一記耳光           | 黑名單         | 黑名單         | 忠誠           | 忠誠           |
| NBC    | 春季   | 日界線：真實黑名單 | 日界線：真實黑名單 | 黑名單         | 黑名單         | 一記耳光       | 一記耳光       |
| NBC    | 隨後   | 重播節目           | 重播節目           | 黑名單         | 黑名單         | 日界線         | 日界線         |
| NBC    | 夏季   | 料理擂台           | 料理擂台           | 罪惡之瓶       | 罪惡之瓶       | 漢尼拔         | 漢尼拔         |
| NBC    | 隨後   | 料理擂台           | 料理擂台           | 日界線         | 日界線         | 日界線         | 日界線         |

### 星期五
| 電視網 | 電視網 | 8:00 PM            | 8:30 PM            | 9:00 PM                | 9:30 PM                | 10:00 PM           | 10:30 PM           |
| ------ | ------ | ------------------ | ------------------ | ---------------------- | ---------------------- | ------------------ | ------------------ |
| ABC    | 秋季   | 最後的男人         | 笑看人生           | 創智贏家               | 創智贏家               | 20/20              | 20/20              |
| ABC    | 春季   | 創智贏家           | 創智贏家           | Beyond the Tank        | Beyond the Tank        | 20/20              | 20/20              |
| ABC    | 夏季   | 創智贏家           | 創智贏家           | 黃金時段：你會做什麼？ | 黃金時段：你會做什麼？ | 20/20              | 20/20              |
| CBS    | 秋季   | 極速前進25         | 極速前進25         | 天堂執法者             | 天堂執法者             | 警察世家           | 警察世家           |
| CBS    | 冬季   | 臥底老闆           | 臥底老闆           | 天堂執法者             | 天堂執法者             | 警察世家           | 警察世家           |
| CBS    | 春季   | 极速前进26         | 极速前进26         | 天堂執法者             | 天堂執法者             | 警察世家           | 警察世家           |
| CBS    | 夏季   | 基本演繹法         | 基本演繹法         | 天堂執法者             | 天堂執法者             | 警察世家           | 警察世家           |
| The CW | 秋季   | 對台詞             | 對台詞             | 全美超級模特兒新秀大賽 | 全美超級模特兒新秀大賽 | 當地節目           | 當地節目           |
| The CW | 冬季   | 南國醫戀           | 南國醫戀           | 魔幻大師               | 魔幻大師               | 當地節目           | 當地節目           |
| The CW | 春季   | 理髮之戰           | 對台詞             | 信使者                 | 信使者                 | 當地節目           | 當地節目           |
| The CW | 隨後   | 對台詞             | 對台詞             | 信使者                 | 信使者                 | 當地節目           | 當地節目           |
| The CW | 夏季   | 魔幻大師           | 對台詞             | 信使者                 | 信使者                 | 當地節目           | 當地節目           |
| Fox    | 秋季   | 烏托邦             | 烏托邦             | 重播節目               | 重播節目               | 當地節目           | 當地節目           |
| Fox    | 隨後   | 重播節目           | 重播節目           | 重播節目               | 重播節目               | 當地節目           | 當地節目           |
| Fox    | 冬季   | 世界滑稽糗事       | 世界滑稽糗事       | 歡樂合唱團             | 歡樂合唱團             | 當地節目           | 當地節目           |
| Fox    | 春季   | Fox禮物            | Fox禮物            | Fox禮物                | Fox禮物                | 當地節目           | 當地節目           |
| Fox    | 夏季   | 我要做廚神         | 我要做廚神         | 高譚                   | 高譚                   | 當地節目           | 當地節目           |
| NBC    | 秋季   | 重播節目           | 重播節目           | 日界線                 | 日界線                 | 日界線             | 日界線             |
| NBC    | 隨後   | 日界線             | 日界線             | 格林                   | 格林                   | 康斯坦汀：驅魔神探 | 康斯坦汀：驅魔神探 |
| NBC    | 冬季   | 康斯坦汀：驅魔神探 | 康斯坦汀：驅魔神探 | 格林                   | 格林                   | 日界線             | 日界線             |
| NBC    | 春季   | 格林               | 格林               | 日界線                 | 日界線                 | 日界線             | 日界線             |
| NBC    | 夏季   | 美國達人           | 美國達人           | 美國達人               | 美國達人               | 日界線             | 日界線             |

### 星期六
| 電視網 | 電視網 | 8:00 PM         | 8:30 PM         | 9:00 PM         | 9:30 PM         | 10:00 PM           | 10:30 PM           |
| ------ | ------ | --------------- | --------------- | --------------- | --------------- | ------------------ | ------------------ |
| ABC    | 秋季   | 週六橄欖球之夜  | 週六橄欖球之夜  | 週六橄欖球之夜  | 週六橄欖球之夜  | 週六橄欖球之夜     | 週六橄欖球之夜     |
| ABC    | 春季   | 重播節目        | 重播節目        | 在這瞬間        | 在這瞬間        | 在這瞬間           | 在這瞬間           |
| ABC    | 夏季   | 重播節目        | 重播節目        | 重播節目        | 重播節目        | 波士頓EMS          | 波士頓EMS          |
| CBS    | 秋季   | 週六犯罪檔      | 週六犯罪檔      | 週六犯罪檔      | 週六犯罪檔      | 48小時             | 48小時             |
| CBS    | 夏季   | 米勒一家人      | 米勒一家人      | 麥卡錫一家      | 麥卡錫一家      | 48小時             | 48小時             |
| CBS    | 隨後   | 週六犯罪檔      | 週六犯罪檔      | 週六犯罪檔      | 週六犯罪檔      | 48小時             | 48小時             |
| Fox    | 秋季   | FOX橄欖球學院戰 | FOX橄欖球學院戰 | FOX橄欖球學院戰 | FOX橄欖球學院戰 | FOX橄欖球學院戰    | FOX橄欖球學院戰    |
| Fox    | 春季   | 重播節目        | 重播節目        | 童病相連        | 童病相連        | 當地節目           | 當地節目           |
| Fox    | 隨後   | 重播節目        | 重播節目        | 重播節目        | 重播節目        | 當地節目           | 當地節目           |
| Fox    | 夏季   | 美國棒球之夜    | 美國棒球之夜    | 美國棒球之夜    | 美國棒球之夜    | 當地節目           | 當地節目           |
| Fox    | 隨後   | 重播節目        | 重播節目        | 重播節目        | 重播節目        | 當地節目           | 當地節目           |
| NBC    | 秋季   | 重播節目        | 重播節目        | 重播節目        | 重播節目        | 周六夜現場之復古風 | 周六夜現場之復古風 |
| NBC    | 夏季   | 荒野求生全明星  | 荒野求生全明星  | 罪惡之瓶        | 罪惡之瓶        | 漢尼拔             | 漢尼拔             |

## 以电视网分类

### ABC
| 回归的节目： - 20/20 - 神盾局特工 - 美国家庭滑稽录像 - 機械人決戰（轉從喜劇中心） - 鑽石求千金 - 鑽石求千金之天堂版 - 千金求鑽石 - 灵书妙探 - 豪門問一番（轉從NBC） - 名人換妻 - 与星共舞 - 超級減重 - 金色年代 - 实习医生格蕾 - 最后的男人 - 左右不逢源 - 獵豔情人 - 摩登家庭 - 音乐之乡 - 童话镇 - 菜鳥警察 - 亡者再臨 - 复仇 - 丑闻 - 创智赢家 - 寻味之星 | 新节目： - 500問答 - 卡特探員 - 美式懸罪 - 太空人之妻俱乐部 - Beyond the Tank - 黑人當道 - 波士頓EMS - 笑看人生 - 永恆 - 菜鳥新移民 - 遊俠笑傳 - 逍遙法外 - 在這瞬間 - 愛在曼哈頓 - 跟我重複一遍 - 救死扶傷：波士頓急診 - 秘密與謊言 - 自拍 - 外星密語 | 不再回归的节目： - 遗产 - 辣媽全壘打 - 背叛 - 黑箱 - 麻辣女特警 - 幸运7号 - 智力游戏 - Mixology - 外星邻居 - 奇境传说 - 郊区故事 - 欢乐之夜 - 花瓶小媽向前衝 |

### CBS
| 回归的节目： - 破产姐妹 - 48小時 - 60分鐘 - 极速前进 - 生活大爆炸 - 老大哥 - 警察世家 - 犯罪心理 - CSI犯罪现场 - 基本演绎法 - 傳世 - 傲骨贤妻 - 天堂执法者 - 心計 - 邁克和茉莉 - 米勒一家人 - 極品老媽 - 海军罪案调查处 - 海军罪案调查处：洛杉矶 - 疑犯追踪 - 倖存者 - 週四橄欖球之夜（转从NFL Network） - 好汉两个半 - 穹頂之下 - 卧底老板 | 新节目： - 錯配搭檔 - 財政公事包 - CSI犯罪現場：網路犯罪 - 守潔者 - 麥卡錫一家 - 國務卿女士 - 海軍罪案調查處：新奧爾良 - 單身公寓 - 天蠍 - 跟蹤者 - 困獸之地 | 不再回归的节目： - 霸凌女教師 - 瘋狂廣告人 - 損友的美好時代 - 老爸老妈的浪漫史 - 人质 - 超脑特工 - 法網危情 - 記憶神探（轉往A&E） - 我们是男人 |

### The CW
| 回归的节目： - 地球百子 - 全美超級模特兒新秀大賽 - 绿箭侠 - 侠胆雄狮 - 南国医恋 - 魔幻大師 - 始祖家族 - 潘恩與泰勒：魔術大比拼 - 风中的女王 - 邪恶力量 - 吸血鬼日記 - 對台詞 | 新节目： - 邪惡邀請 - 理髮之戰 - 拍拖男女 - 閃電俠 - 我是僵屍 - 貞愛好孕到 - 信使者 - 老媽的花樣年華 | 不再回归的节目： - 背包旅行者 - 凯莉日记 - Famous in 12 - 尼基塔 - Seed - 星恋 - 未来青年 |

### FOX
| 回归的节目： - 美国偶像 - 你比五年級生聰明嗎？ - 开心汉堡店 - 识骨寻踪 - 荒唐分局 - 居家男人 - 杀手之王 - FOX學院橄欖球 - 欢乐合唱团 - 地獄廚房 - 我要做廚神 - 小小廚神 - 明迪烦事多 - 俏妞報到 - 辛普森一家 - 沉睡谷 - 舞林爭霸 | 新节目： - 流氓幹探 - Boom! - 靶眼 - 嘻哈帝國 - 食人魔戈蘭 - 高譚 - 小镇疑云 - 改裝送新居 - 敲敲直播秀 - 最後一個男人 - 慕蘭尼的人生 - 童病相連 - 烏托邦 - 陰松林 - 有你不再孤單 - 世界滑稽糗事 | 不再回归的节目： - 机器之心 - 特工老爹（转往TBS） - 低质老爸 - 士兵入伍 - 黑白無間道 - 我要嫁哈里 - 廚房噩夢 - 家有喜旺 - 雷克 - 骚乱行动 - 拯救捷克 - X音素 |

### NBC
| 回歸的節目 - 非關男孩 - 美國忍者王 - 美國達人 - 飛黃騰達 - 減肥達人 - 黑名單 - 芝加哥烈焰 - 芝加哥警署 - 日界線 - 料理擂台 - 美國橄欖球之夜 - 格林 - 漢尼拔 - 好萊塢遊戲夜 - 法律與秩序：特殊受害者 - 搞笑之王 - NBC星期天橄欖球之夜 - 夜班醫生 - 為人父母 - 公園與遊憩 - 荒野求生全明星 - 歡樂頌 - 約會殺手 - 美國之聲 - 歡迎來到瑞典 | 新節目 - 聖經：公元後的故事 - A to Z - 忠誠 - 美國奧德賽 - 罪惡之瓶 - 壞法官 - 卡米高一家 - 奇聞妙事全記錄 - 康斯坦汀：驅魔神探 - 日界線：真實黑名單 - 英雄：重生 - 我可以做到 - 孤島求生 - 羅賓森先生 - 嫁給我吧 - 蘿拉的秘密 - 幸福大家庭 - 一記耳光 - 國務危情 | 不再回歸的節目 - 信徒 - 廢柴聯盟（轉往Yahoo! Screen） - Crisis - 海盜王國 - 德古拉 - 費雪成長日記 - 輪椅神探 - 主播一家親 - 滅世 - 父親的瘋狂世界 - 布魯克林計程車 - 歡樂一家緣 - 恩格爾一家 |

## 续订和取消

### 剧集订单变动

#### ABC
- 黑人當道—2014年10月9日，預訂全劇22集；2014年10月23日，宣布追加2集，全劇共24集。
- 克里絲黛拉（英语：Cristela）—2014年11月24日宣布預訂全劇22集。
- 永恆—2014年11月7日宣布預訂全劇22集。
- 逍遙法外—2014年10月9日宣布追加預訂至15集。

#### CBS
- 國務卿女士—2014年10月27日宣布預訂全劇22集。
- 麥卡錫一家—2014年12月1日追加2集，目前全劇預計共15集。2015年2月3日，CBS將其從節目表上撤下，本劇正式宣布取消，而劇集也僅播出至第11集。
- 海軍罪案調查處：新奧爾良—2014年10月27日宣布預訂全劇22集。
- 天蠍—2014年10月27日宣布預訂全劇22集。
- 跟蹤者—2014年10月27日宣布預訂全劇22集。

#### The CW
- 閃電俠—2014年10月21日宣布預訂全劇23集。
- 貞愛好孕到—2014年10月21日宣布預訂全劇22集。

#### FOX
- 高譚—2014年10月13日宣布預訂全劇22集。
- 慕蘭尼的人生（英语：Mulaney）—2014年5月6日宣布追加6集，全劇共16集。而於10月18日時，FOX中斷製作本劇，導致集數縮減為13集。

#### NBC
- 嫁給我吧（英语：Marry Me (U.S. TV series)）—2014年11月5日宣布追加5集，預計全劇共18集。
- 蘿拉的秘密—2014年10月28日宣布預訂全劇22集。

### 续订

#### ABC
- 20/20—2015年5月7日宣布續訂第37季。
- 500問答（英语：500 Questions）—2015年10月1日宣布續訂第2季。
- 卡特探員—2015年5月7日宣布續訂第2季。
- 神盾局特工—2015年5月7日宣布續訂第3季。
- 美國家庭滑稽錄像—2015年5月7日宣布續訂第26季。
- 美式懸罪—2015年5月7日宣布續訂第2季。
- 鑽石求千金—2015年5月7日宣布續訂第20季。
- 機械人決戰（英语：BattleBots）—2015年11月6日宣布續訂第2季。
- Beyond the Tank（英语：Beyond the Tank）—2015年5月7日宣布續訂第2季。
- 黑人當道—2015年5月7日宣布續訂第2季。
- 靈書妙探—2015年5月7日宣布續訂第8季。
- 與星共舞—2015年5月7日宣布續訂第21季。
- 菜鳥新移民—2015年5月7日宣布續訂第2季。
- 遊俠笑傳—2015年5月7日宣布續訂第2季。
- 金色年代（英语：The Goldbergs (2013 TV series)）—2015年5月7日宣布續訂第3季。
- 實習醫生—2015年5月7日宣布續訂第12季。
- 逍遙法外—2015年2月27日透過薇拉·戴維絲確定續訂。2015年5月7日，官方正式宣布續訂第2季。
- 最後的男人—2015年5月10日宣布續訂第5季。
- 左右不逢源—2015年5月7日宣布續訂第7季。
- 獵豔情人（英语：Mistresses (U.S. TV series)）—2015年9月25日宣布續訂第4季。
- 摩登家庭—2015年5月7日宣布續訂第7季。
- 音樂之鄉—2015年5月7日宣布續訂第4季。
- 童話鎮—2015年5月7日宣布續訂第5季。
- 醜聞—2015年5月7日宣布續訂第5季。
- 秘密與謊言（英语：Secrets and Lies (U.S. TV series)）—2015年5月7日宣布續訂第2季。
- 創智贏家—2015年5月7日宣布續訂第2季。

#### CBS
- 破產姐妹—2015年3月12日宣布續訂第5季。
- 48小時（英语：48 Hours (TV series)）—2015年5月11日宣布續訂第28季。
- 60分鐘—2015年5月11日宣布續訂第48季。
- 極速前進—2015年5月11日宣布續訂第27季。
- 生活大爆炸—2014年3月12日宣布續訂第9季與第10季。
- 老大哥—2014年9月24日宣布續訂第17季與第18季。
- 警察世家—2015年5月11日宣布續訂第6季。
- 犯罪心理—2015年5月11日宣布續訂第8季。
- CSI犯罪現場：網路犯罪—2015年5月11日宣布續訂第2季。
- 基本演繹法—2015年5月11日宣布續訂第4季。
- 「法」妻—2015年5月11日宣布續訂第7季。
- 天堂執法者—2015年5月11日宣布續訂第6季。
- 國務卿女士—2015年1月12日宣布續訂第2季。
- 邁克和茉莉—2015年3月11日宣布續訂第6季。
- 極品老媽—2015年3月11日宣布續訂第3季。
- 重返犯罪現場—2015年5月11日宣布續訂第13季。
- 重返犯罪現場：洛杉磯—2015年5月11日宣布續訂第7季。
- 重返犯罪現場：新奧爾良—2015年1月12日宣布續訂第2季。
- 單身公寓（英语：The Odd Couple (2015 TV series)）—2015年5月11日宣布續訂第2季。
- 疑犯追蹤—2015年5月11日宣布續訂第5季。
- 天蠍—2015年1月12日宣布續訂第2季。
- 倖存者（英语：Survivor (U.S. TV series)）—2015年5月11日宣布續訂第31季。
- 週四橄欖球之夜（英语：Thursday Night Football）—2015年1月12日宣布續訂第2季。
- 臥底老闆—2015年5月11日宣布續訂第7季。
- 困獸之地—2015年10月2日宣布續訂第2季。

#### The CW
- 地球百子—2015年1月11日續訂第3季。
- 全美超級模特兒新秀大賽—2014年11月17日宣布續訂第22季。
- 綠箭俠—2015年1月11日宣布續訂第4季。
- 俠膽雄獅—2015年2月13日宣布續訂第4季。
- 閃電俠—2015年1月11日宣布續訂第2季。
- 我是僵屍—2015年5月6日宣布續訂第2季。
- 貞愛好孕到—2015年1月11日宣布續訂第2季。
- 始祖家族—2015年1月11日宣布續訂第3季。
- 潘恩與泰勒：魔術大比拼（英语：Penn & Teller: Fool Us）—2015年8月11日宣布續訂第3季。
- 風中的女王—2015年1月11日宣布續訂第3季。
- 邪惡力量—2015年1月11日宣布續訂第11季。
- 吸血鬼日記—2015年1月11日宣布續訂第7季。
- 對台詞—2014年7月18日宣布續訂第12季。

#### FOX
- 美國偶像—2015年5月11日宣布續訂最終季第15季。
- 開心漢堡店—2015年1月8日宣布續訂第6季。
- 識骨尋蹤—2015年5月8日宣布續訂第11季。
- 荒唐分局—2015年1月17日宣布續訂第3季。
- 嘻哈帝國—2015年1月17日宣布續訂第2季。
- 居家男人—2015年5月8日，據報導表示將續訂第14季。
- 地獄廚房—2014年12月18日宣布續訂第15季與第16季。
- 高譚—2015年1月17日宣布續訂第2季。
- 最後一個男人—2015年4月8日宣布續訂第2季。
- 我要做廚神—2015年7月22日宣布續訂第7季。
- 小小廚神—2014年3月5日宣布續訂第三季。
- 俏妞報到—2015年3月31日宣布續訂第5季。
- 辛普森一家—2014年10月28日宣布續訂第27季。2015年5月4日表示續訂2季以上。
- 沉睡谷—2015年3月18日宣布續訂第3季。
- 舞林爭霸—2016年2月1日宣布續訂第13季。
- 陰松林—2015年12月9日宣布續訂第2季。
- 世界滑稽糗事（英语：World's Funniest Fails）—2015年5月11日宣布續訂第2季。

#### NBC
- 美國忍者王（英语：American Ninja Warrior）—2015年8月13日宣布續訂第5季。
- 美國達人—2015年9月2日宣布續訂第7季。
- 飛黃騰達—2015年2月16日宣布續訂第8季。
- 罪惡之瓶—2015年6月26日宣布續訂第2季。
- 減肥達人—2015年5月10日宣布續訂第17季。
- 黑名單—2015年2月5日宣布續訂第3季。
- 卡米高一家（英语：The Carmichael Show）—2015年9月14日宣布續訂第2季。
- 芝加哥烈焰—2015年2月5日宣布續訂第4季。
- 芝加哥警署—2015年2月5日宣布續訂第3季。
- 美國橄欖球之夜（英语：Football Night in America）—2011年12月14日宣布續訂第10季。
- 格林—2015年2月5日宣布續訂第5季。
- 好萊塢遊戲夜（英语：Hollywood Game Night）—2015年12月2日宣布續訂第4季。
- 我可以做到（英语：I Can Do That (U.S. TV series)）—2015年7月2日宣布續訂第2季。
- 法律與秩序：特殊受害者—2015年2月5日宣布續訂第17季。
- 蘿拉的秘密—2015年5月8日宣布續訂第2季。
- NBC星期天橄欖球之夜（英语：NBC Sunday Night Football）—2011年12月14日宣布續訂第10季。
- 夜班醫生—2015年5月8日宣布續訂第3季。
- 約會殺手—2015年5月8日宣布續訂第3季。
- 美國之聲—2015年5月10日宣布續訂第9季。

### 取消以及完结

#### ABC
- 太空人之妻俱乐部（英语：The Astronaut Wives Club）—2015年8月23日宣布取消。
- 笑看人生（英语：Cristela）—2015年5月7日宣布取消。
- 不死法醫—2015年5月7日宣布取消。
- 愛在曼哈頓（英语：Manhattan Love Story）—2014年10月24日宣布因自首播以來收視低迷（播出四集）而取消播出，同時本劇也是這個季度第一部被取消的作品。
- 只限會員—2014年11月23日宣布不再繼續製作，同時取消先前於1月份時的預訂。
- 亡者再臨（英语：Resurrection (U.S. TV series)）—2015年5月7日宣布取消。
- 復仇—2015年4月29日宣布在第四季完結後取消本劇，最終回訂於2015年5月10日播出。
- 菜鳥警察—2015年10月16日宣布取消該劇，全劇正式於第六季畫下句點。
- 自拍—2014年11月7日宣布因收視低迷而取消本劇。
- 尋味之星（英语：The Taste）—2015年5月7日宣布取消。
- 外星密語（英语：The Whispers (TV series)）—2015年10月16日，演員米洛·文提米利亞於Twitter上表示將不會有第二季。2015年10月22日正式宣布取消。

#### CBS
- 錯配搭檔—2015年5月8日宣布取消。
- 財政公事包（英语：The Briefcase）—2015年12月9日宣布取消。
- 傳世—2015年10月9日宣布取消。
- 麥卡錫一家—2015年2月3日本劇從節目表中移除。2015年5月8日正式宣布取消。2015年6月12日宣布將於7月4日將剩下之4集集數播完。
- 心計—2014年9月27日宣布第七季將會是本劇最終季。[64]2015年2月18日本劇正式完結。
- 米勒一家人（英语：The Millers）—2014年11月14日宣布取消。2015年6月12日宣布將於7月4日將剩下之6集集數播完。
- 跟蹤者—2015年5月8日宣布取消。
- 好漢兩個半—2014年5月14日宣布第十二季將會是本劇最終季。[65]2015年2月19日本劇正式完結。
- 穹頂之下—2015年8月31日宣布取消。該劇結局將於2015年9月10日播出。

#### The CW
- 南國醫戀—2015年3月14日宣布取消本劇，全劇正式於第四季畫下句點。
- 信使者（英语：The Messengers (TV series)）—2015年5月7日宣布取消，但會將第一季播完。

#### FOX
- 流氓幹探（英语：Backstrom (TV series)）—2015年5月8日宣布取消。
- 殺手之王—2015年5月8日宣布取消。
- 歡樂合唱團—2013年10月17日宣布第六季將會是最終季。2015年3月20日本劇正式完結。
- 象形文密語（英语：Hieroglyph (TV series)）—2014年6月30日宣布將在拍攝第一集後不再繼續製作本劇。
- 敲敲直播秀（英语：Knock Knock Live）—2015年7月30日宣布由於收視低迷而取消，並將其自節目表上撤下。
- 明迪煩事多—2015年5月6日，FOX宣布取消該劇，而製作方表示該劇有機會轉至Hulu。2015年5月15日確定由Hulu接手。
- 慕蘭尼的人生（英语：Mulaney）—2014年10月18日，宣布中斷製作本劇。
- 童病相連（英语：Red Band Society）—2014年11月26日確定停止製作，先前預訂的13集並未播畢，並正式從節目表上撤下。2015年1月31日，FOX將該劇移至周五垃圾檔期播放剩下的三集。
- 烏托邦（英语：Utopia (U.S. reality TV series)）—2014年11月2日宣布將不再繼續製作，同時將中斷24小時全天候的錄影。
- 有你不再孤單（英语：Weird Loners）—2015年5月11日宣布取消。

#### NBC
- A to Z—2014年10月31日宣布由於收視低迷，本劇將在播完原先預定的13集後，正式取消。
- 聖經：公元後的故事（英语：A.D.: Beyond the Bible）—2015年7月3日宣布取消。
- 非關男孩—2015年5月8日宣布取消。
- 忠誠（英语：Allegiance (TV series)）—2015年3月6日，因連續5集的低迷收視而宣布正式取消。
- 美國奧德賽（英语：American Odyssey）—2015年6月30日宣布取消。
- 壞法官（英语：Bad Judge）—2014年10月31日宣布由於收視低迷，本劇將在播完原先預定的13集後，正式取消。
- 康斯坦汀：驅魔神探—2015年5月8日宣布取消。
- 翡翠城（英语：Emerald City (TV series)）—先前預訂了10集，但於2014年8月22日宣布將不再繼續製作本劇。2015年4月15日，NBC宣布將重啟該劇製播計畫，並同樣預訂10集。
- 漢尼拔—2015年6月22日宣布將在第三季播畢後取消，於9月3日完結。
- 嫁給我吧（英语：Marry Me (U.S. TV series)）—2015年5月8日宣布取消。
- Mission Control—2014年10月15日，該劇先前獲預訂6集，但在第1集播出之前宣布取消了本劇。[66]
- 羅賓森先生（英语：Mr. Robinson (TV series)）—2015年9月14日宣布取消。
- 幸福大家庭—2015年5月8日宣布取消。
- 為人父母—2014年5月11日宣布第六季將會是最終季。
- 公園與遊憩—2014年5月11日宣布第七季將會是最終季。
- 國務危情—2015年5月8日宣布取消。
- 堅強的我—2014年11月21日宣布本劇將移至Netflix播出。
- 歡迎來到瑞典（英语：Welcome to Sweden (2014 TV series)）—2015年7月28日宣布取消，第二季未播畢便撤下節目表。